# اتحاد بیزانس و مغول

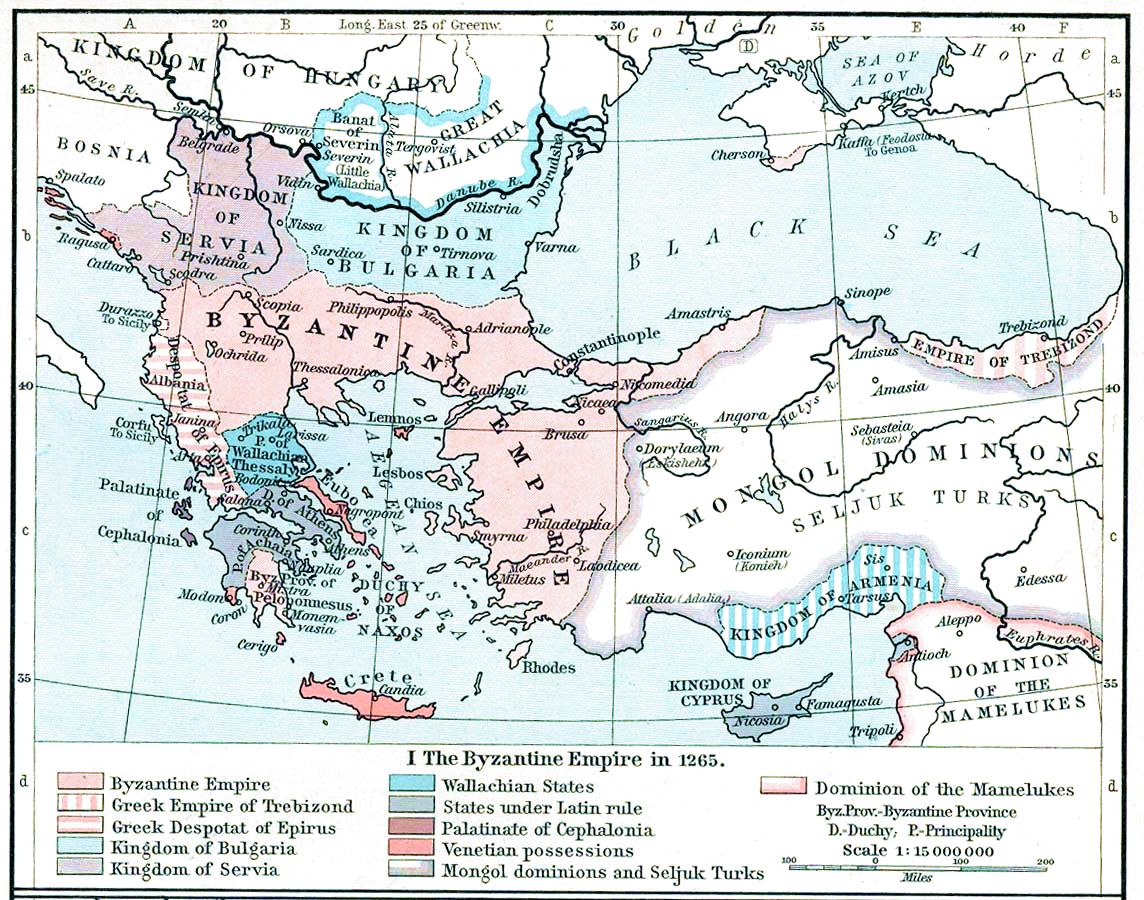
امپراتوری مغول برای چندین دهه در حدود سال ۱۲۶۵ با امپراتوری بیزانس هم‌مرز بود.

اتحاد بیزانس و مغول در پایان سده ۱۳ و آغاز سده ۱۴ میان امپراتوری بیزانس و امپراتوری مغول رخ داد. بیزانس در واقع تلاش می‌کرد روابط دوستانهٔ خود را با حکومت اردوی زرین و حکومت ایلخانان، که اغلب با یکدیگر در جنگ بودند، حفظ کند. این اتحاد شامل تبادل هدایای متعدد، همکاری نظامی و روابط زناشویی بود، اما در میانه‌های سده چهاردهم منحل شد.